# 285 TCN
285 TCN là một năm trong lịch La Mã.